# Constitución del Estado Yaracuy
Constitución del Estado Yaracuy
es la ley fundamental del estado centroccidental venezolano de Yaracuy. Fue aprobada en la ciudad de San Felipe por el parlamento regional de esa entidad federal conocido como Consejo Legislativo del Estado Yaracuy en 2002 y entró en vigencia en 2003. De acuerdo a lo establecido en la Constitución nacional de Venezuela de 1999.

## Historia
La última constitución del estado había sido aprobada el 10 de diciembre de 1993, y publicada en Gaceta Oficial del estado Yaracuy N.º 1897, el 14 de diciembre de 1993,
La Constitución Nacional de 1999 establecía la obligación y el derecho de cada uno de los estados de Venezuela a organizar sus propias instituciones, gobierno, leyes, y constitución estadal.
El 30 de diciembre de 2002  el Consejo Legislativo del Estado Yaracuy finalmente aprobó por mayoría de sus integrantes el nuevo texto legal.
Fue publicada en la gaceta oficial del estado el 8 de abril de 2003.
El parlamento regional anunció 15 de abril de 2009 su intención de reformar en el futuro la constitución.

## Composición
Posee 1 preámbulo, 9 títulos con sus respectivos capítulos, 227 artículos, 5 disposiciones transitorias, y 2 derogatorias.

## Características
- El estado Yaracuy debe ser autonóno e igual en lo político al resto de los estados de Venezuela.
- El gobierno del estado debe ser siempre democrático y electo por el pueblo.
- La Ciudad de San Felipe debe ser la capital del estado y asiento permanente de los poderes públicos
- La Bandera, escudo e himno del estado serán regulados en una ley estadal.
- El territorio del estado se divide en municipios cuyo número y tamaño es determinado por ley estadal.
- El estado deberá mantener relaciones cordiales y amistosas con las otras entidades de la República.
- Se garantizan los derechos civiles.
- El poder público del estado se divide en ejecutivo y legislativo, lo que implica que tendrá su gobernador y parlamento propio.
- El gobernador será asesorado por un Gabinete ejecutivo estadal y un secretario general de gobierno.

## Modificaciones
Según el título IX  de la Constitucíón estadal, las enmiendas o reformas pueden ser solicitadas por el 15% de los electores inscritos, por los integrantes del parlamento o el gobernador del estado Yaracay. Las enmiendas y/o reformas son discutidas y aprobadas únicamente por las 3/4 partes del consejo legislativo pero previamente deben ser sometidas a "consulta pública".